# Discographie de Mickey 3d
Cette page liste la discographie du groupe Mickey 3d.

## Albums

### Albums studio
| Année | Album                     | Label                          | Meilleur classement  | Meilleur classement    | Meilleur classement  |
| Année | Album                     | Label                          | Drapeau de la France | Drapeau de la Belgique | Drapeau de la Suisse |
| ----- | ------------------------- | ------------------------------ | -------------------- | ---------------------- | -------------------- |
| 1999  | Mistigri Torture,         | Réédition Virgin Music en 2000 | -                    | -                      | -                    |
| 2001  | La Trêve                  | Virgin Music                   | 62                   | -                      | -                    |
| 2003  | Tu vas pas mourir de rire | Virgin Music                   | 12                   | 10                     | 21                   |
| 2005  | Matador                   | Moumkine Music, Virgin Music   | 3                    | 15                     | 17                   |
| 2009  | La Grande Évasion         | Moumkine Music, Virgin Music   | 17                   | 20                     | 47                   |
| 2016  | Sebolavy                  | Moumkine Music, Virgin Music   | 2                    | 18                     | 31                   |
| 2023  | Nous étions des humains   | Moumkine Music, Parlophone     |                      |                        |                      |

### Albums en public
| Année | Album                | Label        | Meilleur classement  | Meilleur classement    | Meilleur classement  |
| Année | Album                | Label        | Drapeau de la France | Drapeau de la Belgique | Drapeau de la Suisse |
| ----- | -------------------- | ------------ | -------------------- | ---------------------- | -------------------- |
| 2004  | Live à Saint-Étienne | Virgin Music | 11                   | 37                     | 59                   |

### EPs
| Année | Album            | Label        | Meilleur classement  |
| Année | Album            | Label        | Drapeau de la France |
| ----- | ---------------- | ------------ | -------------------- |
| 2001  | À la piscine...  | Virgin Music | -                    |
| 2002  | Ma grand-mère    | Virgin Music | -                    |
| 2004  | On aime, on aide | Virgin Music | 31                   |

### Cassettes démo
Les trois premières cassettes démos de Mickey 3D ont été enregistrées, autoproduites et tirées à quelques dizaines d'exemplaires entre 1996 et 1998 par Mickaël Furnon, fondateur du groupe. Elles sont aujourd'hui introuvables.
Bien que marquant la genèse de Mickey 3D, les deux premières cassettes sont en fait des enregistrements solos de Furnon, qui ne sera rejoint par Aurélien Joanin que pour la troisième. Leur premier véritable album Mistigri Torture est essentiellement composé de morceaux (signalés ici par un astérisque [*]) issus de ces démos et repris tels quels.

## Chansons

### Singles
| Année | Chanson              | Meilleur classement  | Meilleur classement    | Meilleur classement  | Album                     |
| Année | Chanson              | Drapeau de la France | Drapeau de la Belgique | Drapeau de la Suisse | Album                     |
| ----- | -------------------- | -------------------- | ---------------------- | -------------------- | ------------------------- |
| 2002  | Respire              | 11                   | 37                     | 59                   | Tu vas pas mourir de rire |
| 2004  | Johnny Rep           | 35                   | -                      | 86                   | Live à Saint-Étienne      |
| 2005  | Matador              | 37                   | -                      | -                    | Matador                   |
| 2009  | Méfie-toi l'escargot | -                    | -                      | -                    | La Grande Évasion         |
| 2014  | #cpasgrave           | -                    | -                      | -                    | aucun                     |
| 2015  | La rRose blanche     | -                    | -                      | -                    | Sebolavy                  |
| 2016  | En léger différé     | -                    | -                      | -                    | Sebolavy                  |

### Singles promotionnels
| Année | Chanson                     | Album                     |
| ----- | --------------------------- | ------------------------- |
| 2000  | La France a peur            | Mistigri Torture          |
| 2001  | Tu dis mais ne sais pas     | La Trêve                  |
| 2001  | Jeudi pop pop               | La Trêve                  |
| 2002  | Yalil (La fin des haricots) | Tu vas pas mourir de rire |
| 2002  | Ça m'étonne pas             | Tu vas pas mourir de rire |
| 2005  | Les Mots                    | Matador                   |
| 2006  | La Mort du peuple           | Matador                   |
| 2006  | Réveille-toi                | Matador                   |

## Collaborations
Pour les collaborations solos de Mickey et Jojo, voir Mickaël Furnon et Aurélien Joanin.
- 2002 : reprise de La Vierge au Dodge 51 d'Hubert-Félix Thiéfaine sur l'album hommage Les Fils du Coupeur de joints
- 2003 : Mickey 3D joue sur certains morceaux de l'album La Cuisine d'Yvan Marc
- 2005 : Mickey 3D joue sur certains morceaux de l'album Bienvenue au club de Kent

## Vidéographie
- 2004 : DVD Live à Saint-Étienne